# 콘스탄티노스 자파스

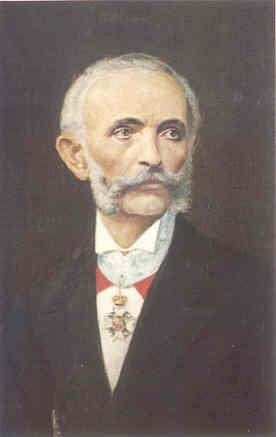
콘스탄티노스 자파스의 초상화

콘스탄티노스 자파스(그리스어: Κωνσταντίνος Ζάππας 1814년 ~ 1892년)는 그리스의 사업가이자 후원자였다. 그는 그의 사촌인 에방겔리스 자파스와 함께 올림픽의 재건에 있어서 필수적인 역할을 했다.
자파스는 라보바 에 마데에서 태어났다. 이 지역은 당시 오스만 제국에 속해있었으나 지금은 알바니아에 속한다. 에방겔리스 자파스가 죽은 후에 그는 사촌의 제작자 자리를 이었으며 올림픽을 재건해 나갔다. 그는 일명 자파스 올림픽이라 불리는 것을 구성한 올림픽 협회의 협회장으로 임명되었다.
그는 1881년에 테살리아의 넓은 땅을 샀으며 다음 해에는 아테네에 있는 자피온의 건설에 기여를 했으며 이 건물은 1888년 10월 28일에 개장했다. 또한 수많은 학교와 교육 시설이 그의 개인적 재정 지원으로 만들어졌다. 이 시설에는 콘스탄티노플(현재의 이스탄불)에 있는 여학교도 포함되며 그의 고향인 라보베와 에피루스, 테살리아의 수많은 동네에다가도 만들었다. 많은 학생들이 그의 장학금 덕분에 서유럽에서 대학원 공부(대부분 과학이나 산업 분야)를 할 수 있었다.
그는 1892년에 프랑스의 망트 라 졸리에서 사망했다. 그가 죽은 후에 루마니아 정부는 그의 모든 재산을 가져갔으며, 이것은 그 당시에 대표적인 국제법 논쟁을 불러일으켰고, 그의 사촌인 에방겔리스 자파스가 종종 그의 형제라며 부정확한 언급이 나오기도 했다. 그는 그리스에도 돈과 재산을 남겨서 그리스 정부가 소유하도록 했다. 쿠베르탱과 콘스탄티노스의 가까운 친구인 A. 메르카티스는 그리스 정부에게 이 자금의 일부를 1회 올림픽에 쓰도록 유도했다.
콘스탄티노스와 그의 사촌인 에방겔리스 자파스의 동상은 자피온의 앞에 있다.